# Vollersroda
Vollersroda é um município da Alemanha, situado no distrito de Weimarer Land, no estado da Turíngia. Tem 2,58 km² de área, e sua população em 2019 foi estimada em 210 habitantes.